# Vlag van Heerenveen

Vlag van de gemeente Heerenveen

De vlag van Heerenveen is bij raadsbesluit op 27 mei 1963 vastgesteld als de gemeentelijke vlag van Heerenveen. De vlag is in 2015 niet gewijzigd na toevoeging van een deel van Boornsterhem aan de gemeente.

## Beschrijving
De beschrijving van de vlag is als volgt:
Een vlag van drie liggende banen van gelijke hoogte van boven naar beneden wit, zwart en wit. Aan de broekzijde een staande blauwe baan van een derde van de breedte. In de blauwe baan staat bovenin, op een derde van de hoogte, een gele, roodgevoerde, kroon. De kroon heeft een gladde hoofdband en vijf parelpunten, waarop vijf witte parels te zien zijn. 

## Achtergrond
De vlag is een verwijzing naar het ontstaan van Heerenveen, dat dankzij veenontginning tot bloei kwam. De zwarte baan staat dan voor het veen en de witte banen voor het water. De kroon is een verwijzing naar de edellieden die de veenontginning gestart zijn. De kleuren van de vlag zijn afgeleid van het wapen van Heerenveen. In een eerder (afgewezen) ontwerp bevond de kroon zich in het midden. Eveneens afgewezen werd de inzending van het echtpaar Sierksma. Het ontwerp was een driekleur in de kleuren groen, wit en rood. De kleuren waren op basis van het oude dorpswapen van Heerenveen. Met op het midden van de witte baan zes patroonsgewijs om en om verschoven liggende zwarte turven.

## Verwante afbeelding

Wapen van Heerenveen

Achtkarspelen · 
Ameland · 
Dantumadeel · 
De Friese Meren · 
Harlingen · 
Heerenveen · 
Leeuwarden · 
Noardeast-Fryslân · 
Ooststellingwerf · 
Opsterland · 
Schiermonnikoog · 
Smallingerland · 
Súdwest-Fryslân · 
Terschelling · 
Tietjerksteradeel · 
Vlieland · 
Waadhoeke · 
Weststellingwerf